# Agapostemon semimelleus
Agapostemon semimelleus là một loài Hymenoptera trong họ Halictidae. Loài này được Cockerell mô tả khoa học năm 1900.